# Nachal Arnav
Nachal Arnav (hebrejsky נחל ארנב) je vádí v jižním Izraeli, na severovýchodním okraji Negevské pouště, respektive v Judské poušti.
Začíná v nadmořské výšce přes 400 metrů v neosídlené a hornaté pouštní krajině, severně od města Arad, na východ od hory Har Checron. Vede pak jihovýchodním směrem, přičemž se postupně zařezává do okolního terénu. Ze severovýchodu míjí horu Har Badar. Na západním úpatí hory Har Namer ústí zprava do vádí Nachal Šafan, které jeho vody odvádí do povodí Mrtvého moře.